# زمین‌لرزه ۱۳۷۵ گرمخان
زمین‌لرزهٔ گرمخان در تاریخ ۴ فوریه ۱۹۹۷ میلادی، برابر با ‎۱۶ بهمن ۱۳۷۵، ساعت ۱۰:۳۷:۴۷ به زمان یوتی‌سی در ایران رخ داد. ژرفای این زلزله ۱۶٫۵ کیلومتر بود، و بزرگی آن ۶٫۵ در مقیاس Mw اعلام شده‌است. زمین‌لرزه به وقت محلی در روز سه‌شنبه، ساعت ۱۳٫۵ روی داده و منطقه زمانی آن یوتی‌سی +۳٫۵ بوده‌است .
سازمان زمین‌شناسی آمریکا نیز رومرکز این زمین‌لرزه را در مختصات ۳۷°۳۹′۴۰″شمالی ۵۷°۱۷′۲۸″شرقی / ۳۷٫۶۶۱°شمالی ۵۷٫۲۹۱°شرقی و ژرفای آنرا در ۱۰ کیلومتر گزارش کرده‌است. بزرگی برگزیدهٔ این سازمان از میان بزرگیهای محاسبه‌شدهٔ مختلف ۶٫۵ در مقیاس Mw بوده و از دید اثر، در میان چهار دسته‌بندی «نامحسوس»، «محسوس»، «زیان‌آور» یا «با تلفات»، زلزله را «با تلفات» اعلام کرده‌است.نزدیک به ۵۵۰۰ ساختمان در زمین‌لرزه خراب شده‌است.
پروژهٔ «تنسور گشتاور مرکزوار» زاویه‌های (راستا، شیب، ریک) گسل سازندهٔ زمین‌لرزه و صفحه عمود بر آنرا (°۳۲۸، °۸۱، °۱۷۱-) یا (°۲۳۶، °۸۱، °۹-) و نوع گسل را «امتدادلغز» فرارسانده‌است.
شمار کشتگان زلزله حدود ۱۰۰ نفر بوده‌است.تعداد زخمیان ۲۰۰۰ نفر برآورده شده‌است.بی‌خانمان شدگان نیز ۲۷۵۰۰ نفر اعلام شده‌است.